# KBS강릉방송국
KBS강릉방송국(KBS江陵放送局)은 강원특별자치도 영동 지역을 방송 대상 권역으로 하는 KBS춘천방송총국 산하의 지역 방송국이다.

## 연혁
- 1941년 12월 6일 : 조선방송협회 강릉이동방송중계소로 개국
- 1947년 12월 1일 : 대한방송협회 강릉방송국으로 승격
- 1962년 5월 15일 : 삼척중계소 개소
- 1971년 3월 27일 : 괘방산중계소 개소
- 1979년 10월 1일 : 괘방산 국군FM 방송개시
- 1980년 12월 29일 : 강릉방송국 신축청사 준공
- 1981년 7월 1일 : 제1TV 자체방송 실시
- 1982년 3월 4일 : KBS강릉 제1라디오 FM으로 수신가능, 잡음이 전혀 없는 표준FM(스테레오가 아닌 모노)으로도 동시에 방송
- 1983년 2월 5일 : 괘방산 2TV 방송개시
- 1983년 9월 12일 : 괘방산 스테레오 음악FM 방송개시
- 1985년 2월 4일 : 진부중계소 자체방송 실시
- 1987년 11월 28일 : 동해 방송 스튜디오 개소
- 1988년 10월 1일 : 연곡TVR 폐소 및 영월국 임계 TVR 편입
- 1988년 12월 31일 : 직제개편으로 재원관리부 폐지, 총무부와 통합
- 1991년 3월 31일 : 삼척중계소 자동화사업 완료
- 1991년 12월 26일 : 진부중계소 자체방송 중단
- 1993년 9월 25일 : 동해오픈스튜디오 폐소 및 방송시설 삼척중계소로 이전
- 1996년 7월 26일 : 삼척지국 TV방송개시
- 1996년 12월 31일 : 진부중계소 자동화사업 완료
- 1997년 11월 30일 : 경포대송신소 자동화사업 완료
- 2000년 8월 1일 : 괘방산송신소 2R·FM 스테레오 방송 개시(102.1MHz)
- 2001년 11월 15일 : 괘방산송신소 자동화 사업 완료
- 2003년 10월 19일 : 표준FM(98.9MHz) 스테레오 방송 개시
- 2004년 11월 1일 : 지역국 기능조정으로 속초, 태백방송국 폐지
- 2006년 9월 4일 : DTV 개국
- 2006년 12월 1일 : 진부중계소 폐지
- 2007년 11월 9일 : 괘방산송신소 DMB개국
- 2008년 2월 28일 : 태백산중계소 폐소
- 2008년 4월 30일 : 사북중계소 폐소
- 2009년 10월 23일 : 태백송출센터 강릉으로 통합
- 2011년 9월 28일 : 함백산중계소 DMB 방송 개시
- 2011년 12월 31일 : 초록봉중계소 DMB 방송 개시
- 2012년 10월 25일 : 지상파 아날로그 TV방송 종료
- 2013년 10월 16일 : 수도권, 강원도, 충청권 디지털방송 재배치
- 2015년 7월 : KBS 강릉방송국 신사옥 신축 이전 확정 (용강동 62-5 → 유천동 754)
- 2023년 6월 11일 : 강원특별자치도 강릉시 임영로131번길 13

## 방송 송출 시설망

### TV
- 1TV
  - 호출부호 : HLKR-DTV
  - 가상채널 : 9-1

| 송신소        | UHD      | UHD      | UHD   | HD                                         | HD       | 출력 | 출력                               |
| 송신소        | 물리채널 | 물리채널 | 출력  | 물리채널                                   | 물리채널 |      |                                    |
| 송신소        | 1TV      | 2TV      | 출력  | 1TV                                        | 2TV      |      |                                    |
| ------------- | -------- | -------- | ----- | ------------------------------------------ | -------- | ---- | ---------------------------------- |
| 괘방산 송신소 | CH 52    | CH 56    | 4kW   | CH 15                                      | CH 17    | 2kW  | 강원 강릉시 강동면 정동진리 산19-1 |
| 오봉산 중계소 |          |          |       | CH 33                                      | CH 35    | 90W  | 강원 고성군 죽왕면 오봉리 산56-1   |
| 대진 중계소   | CH 27    | CH 28    | 20W   | 강원 고성군 현내면 대진리 산75             |          |      |                                    |
| 속초 중계소   | CH 21    | CH 22    | 50W   | 강원 속초시 도문동 산321 (목우재)          |          |      |                                    |
| 양양 중계소   | CH 27    | CH 29    | 20W   | 강원 양양군 양양읍 월리 산3                |          |      |                                    |
| 대관령 중계소 | CH 24    | CH 26    | 90W   | 강원 평창군 대관령면 횡계리 산1            |          |      |                                    |
| 성산 중계소   | CH 33    | CH 34    | 20W   | 강원 강릉시 왕산면 도마리 산148            |          |      |                                    |
| 초록봉 중계소 | CH 30    | CH 31    | 20W   | 강원 동해시 비천동 산243-2                 |          |      |                                    |
| 봉황산 중계소 | CH 40    | CH 46    | 1kW   | 강원 삼척시 정상동 산41                    |          |      |                                    |
| 호산 중계소   | CH 33    | CH 35    | 5W    | 강원 삼척시 원덕읍 호산리 산49-1           |          |      |                                    |
| 함백산 중계소 | CH 15    | CH 17    | 1kW   | 강원 태백시 황지동 산176-1                 |          |      |                                    |
| 도계 중계소   | CH 20    | CH 21    | 20W   | 강원 삼척시 도계읍 전두리 산2-1            |          |      |                                    |
| 황지 중계소   | CH 44    | CH 46    | 20W   | 강원 태백시 소도동 산55                    |          |      |                                    |
| 장성 중계소   | CH 25    | CH 27    | 20W   | 강원 태백시 장성동 산1                     |          |      |                                    |
| 통리 소출력   | CH 15    | CH 17    | 0.05W | 강원 태백시 통동 69-8                      |          |      |                                    |
| 사북 중계소   | CH 46    | CH 47    | 20W   | 강원 정선군 사북읍 사북리 산155-5 (지장산) |          |      |                                    |
| 증산 소출력   | CH 15    | CH 17    | 0.05W | 강원 정선군 남면 무릉리                    |          |      |                                    |
| 정선 중계소   | CH 31    | CH 32    | 20W   | 강원 정선군 정선읍 덕우리 산118            |          |      |                                    |
| 회동 중계소   | CH 25    | CH 27    | 20W   | 강원 정선군 정선읍 회동리 332 (염소산)     |          |      |                                    |
| 여량 중계소   | CH 25    | CH 27    | 20W   | 강원 정선군 북평면 장열리 산33             |          |      |                                    |
| 화암 중계소   | CH 25    | CH 27    | 20W   | 강원 정선군 화암면 화암리 산383            |          |      |                                    |
| 임계 중계소   | CH 41    | CH 43    | 5W    | 강원 정선군 임계면 봉산리 616 (말루동)     |          |      |                                    |

아날로그TV
- 1TV
  - 호출부호 : HLKR-TV
- 2TV
  - 호출부호 : HLAH-TV

| 송신소        | 채널  | 채널  | 출력     | 송신소 위치                                |
| 송신소        | 1TV   | 2TV   | 출력     | 송신소 위치                                |
| ------------- | ----- | ----- | -------- | ------------------------------------------ |
| 괘방산 송신소 | CH 9  | CH 6  | 1kW      | 강원 강릉시 강동면 정동진리 산19-1         |
| 대진 중계소   | CH 38 | CH 33 | 100W     | 강원 고성군 현내면 대진리 산75             |
| 거진 중계소   | CH 51 | CH 41 | 10W      | 강원 고성군 거진읍 거진리                  |
| 간성 중계소   | CH 7  | CH 11 | 10W      | 강원 고성군 간성읍 상리 산19-4             |
| 속초 중계소   | CH 21 | CH 27 | 100W     | 강원 속초시 도문동 산321 (목우재)          |
| 양양 중계소   | CH 37 | CH 35 | 100W     | 강원 양양군 양양읍 월리 산3                |
| 대관령 중계소 | CH 35 | CH 39 | 500W     | 강원 평창군 대관령면 횡계리 산1            |
| 성산 중계소   | CH 12 | CH 27 | 10W 100W | 강원 강릉시 왕산면 도마리 산148            |
| 진부 중계소   | CH 21 | CH 33 | 50W      | 강원 평창군 진부면 송정리 산169-1          |
| 옥계 중계소   | CH 39 | CH 7  | 100W 10W | 강원 강릉시 옥계면 주수리 산25-4 (밥봉)    |
| 봉황산 중계소 | CH 12 | CH 28 | 1kW 5kW  | 강원 삼척시 정상동 산41                    |
| 삼화 중계소   | CH 24 | CH 7  | 100W 10W | 강원 동해시 삼화동 산267                   |
| 호산 중계소   | CH 33 | CH 39 | 10W      | 강원 삼척시 원덕읍 호산리 산49-1           |
| 함백산 중계소 | CH 7  | CH 37 | 1kW 10kW | 강원 태백시 황지동 산176-1                 |
| 도계 중계소   | CH 12 | CH 9  | 10W      | 강원 삼척시 도계읍 전두리 산2-1            |
| 황지 중계소   | CH 20 | CH 54 | 10W      | 강원 태백시 소도동 산55                    |
| 장성 중계소   | CH 6  | CH 47 | 10W 100W | 강원 태백시 장성동 산1                     |
| 석포 중계소   | CH 35 | CH 50 | 10W      | 경북 봉화군 석포면 석포리 산1-2            |
| 상동 중계소   | CH 12 | CH 9  | 10W      | 강원 영월군 상동읍 구래리 산1-35           |
| 사북 중계소   | CH 9  | CH 11 | 10W      | 강원 정선군 사북읍 사북리 산155-5 (지장산) |
| 정선 중계소   | CH 27 | CH 9  | 100W 10W | 강원 정선군 정선읍 봉양리 산5-1 (비봉산)   |
| 회동 중계소   | CH 31 | CH 35 | 100W     | 강원 정선군 정선읍 회동리 332 (염소산)     |
| 여량 중계소   | CH 31 | CH 10 | 100W 10W | 강원 정선군 북평면 장열리 산33             |
| 임계 중계소   | CH 27 | CH 41 | 10W      | 강원 정선군 임계면 봉산리 616 (말루동)     |
| 화암 중계소   | CH 21 | CH 29 | 100W     | 강원 정선군 화암면 화암리 산383            |
| 방제 중계소   | CH 6  | CH 27 | 0.5W     | 강원 정선군 신동읍 방제리 434-42           |
| 예미 중계소   | CH 29 | CH 35 | 100W     | 강원 정선군 신동읍 조동리 산4-8            |

### 라디오
| 경포 송신소       | AM 864kHz   | 100kW | HLKR     | 강원 강릉시 초당동 443             |             |
| 괘방산 송신소     | FM 98.9MHz  | 3kW   | HLKR-SFM | 강원 강릉시 강동면 정동진리 산19-1 | [ 1 ]       |
| 오봉산 중계소     | FM 95.7MHz  | 500W  | -        | 강원 고성군 죽왕면 오봉리 산56-1   | [ 2 ]       |
| 속초 중계소       | FM 88.1MHz  | 100W  | -        | 강원 속초시 도문동 산321 목우재    | [ 2 ]       |
| 양양 중계소       | FM 97.9MHz  | 100W  | -        | 강원 양양군 양양읍 월리 산3        |             |
| 초록봉 중계소     | FM 88.5MHz  | 1kW   | -        | 강원 동해시 비천동 산243-2         | [ 3 ] [ 4 ] |
| 함백산 중계소     | FM 93.7MHz  | 1kW   | HLSJ-SFM | 강원 태백시 황지동 산176-1         |             |
| 정선 중계소       | FM 91.9MHz  | 100W  | HLSW-SFM | 강원 정선군 정선읍 봉양리 산5-1    | [ 5 ]       |
| KBS강릉 제2라디오 |             |       |          |                                    |             |
| 송신소            | 주파수      | 출력  | 호출부호 | 송신소 위치                        | 비고        |
| 괘방산 송신소     | FM 102.1MHz | 5kW   | HLAH-SFM | 강원 강릉시 강동면 정동진리 산19-1 |             |
| 양양 중계소       | FM 103.9MHz | 100W  | -        | 강원 양양군 양양읍 월리 산3        |             |
| 속초 중계소       | FM 106.7MHz | 100W  | -        | 강원 속초시 설악동 산3-1 목우재    |             |
| KBS강릉 음악FM    |             |       |          |                                    |             |
| 송신소            | 주파수      | 출력  | 호출부호 | 송신소 위치                        | 비고        |
| 괘방산 송신소     | FM 89.1MHz  | 5kW   | HLKR-FM  | 강원 강릉시 강동면 정동진리 산19-1 |             |
| 함백산 중계소     | FM 97.3MHz  | 3kW   | HLSJ-FM  | 강원 태백시 황지동 산176-1         | 원주 송출   |

## 방송 프로그램

### TV 프로그램

#### 보도
KBS 강릉1TV
| 프로그램명        | 방송시간  | 편성시간               | 진행   |
| ----------------- | --------- | ---------------------- | ------ |
| KBS 뉴스 930 강릉 | 평일 10분 | 오전 9시 50분 ~ 10시   | 이가현 |
| KBS 뉴스 9 강릉   | 평일 15분 | 밤 9시 35분 ~ 9시 50분 | 이아인 |

### 라디오 프로그램

#### 1라디오
보도
| 프로그램명                  | 방송시간            | 편성시간                | 진행   |
| --------------------------- | ------------------- | ----------------------- | ------ |
| KBS 제1라디오 9시 뉴스      | 월요일 ~ 금요일 5분 | 오전 9시 ~ 9시 5분      | 이가현 |
| KBS 제1라디오 정오종합뉴스  | 월요일 ~ 금요일 5분 | 낮 12시 15분~ 12시 20분 | 김경미 |
| KBS 제1라디오 오후 5시 뉴스 | 월요일 ~ 금요일 5분 | 오후 5시 ~ 5시 5분      | 이아인 |

프로그램
- 영동포커스(시사교양, 평일, 8:30~8:58)(진행 이영재)
- 시사정보 4U(시사교양, 평일, 16:05~16:55)(진행 김경미)

#### 음악FM
- 재즈라디오891 (재즈, 클래식, 평일, 11시~12시)(진행 이은영)

#### 종영 프로그램
- 정보매거진 (1R) (2020년 3월 13일자로 폐지)
- 5시 정보쇼 (1R) (2024년 5월 10일자로 폐지)
- 라디오재즈카페 (음악FM) (2021년 4월 1일자로 폐지)
- 흐르는 음악처럼 (음악FM) (2024년 5월 10일자로 폐지)
- 재즈 & 클래식 (음악FM) (2025년 4월 4일자로 폐지)

## 주요 임직원

### 현직 아나운서
- 1990년 (17기) 입사 : 김경미
- 1996년 (23기) 입사 : 이영재
- 2023년 (50기) 입사 : 이아인
- 2025년 (52기) 입사 : 이가현

### 전직 아나운서
남성
- 전인석 (1987~1991, 전 KBS 제주 총국)
- 오태훈 (1997~1998, 현 KBS 서울 본국)
- 김기만 (2002~2003, 현 KBS 서울 본국)
- 윤석황 (2008~2019, 현 KBS 춘천 아나운서)
- 이영락 (2000~2002, 현 MBC 충북 아나운서)
- 김기영 (2003~2005, 현 포항 MBC 기자)
- 최혁재 (2004~2007, 현 대전 MBC 기자)
- 박대식 (2002~2004, 현 프리랜서 PD)
- 한태호 (2009~2015, 현 KBS 원주 아나운서)
- 이의선 (2019~2020, 현 KBS 춘천 아나운서)

여성
- 김숙경 (2008~2009, 현 KBS 대전 아나운서)
- 정은아 (2002~2004, 전 KBS 순천 아나운서, 현 KBS 광주 아나운서)
- 이지연 (2000~2001, 현 퇴사)
- 정소희 (2009~2012, 현 KTV 한국 정책 방송 아나운서)
- 조수빈 (2005~2006) (전 서울본국, 현 퇴사)
- 이지애 (2006~2007, 현 퇴사)
- 원순식 (2001~2004, 전 KBS 청주 아나운서)
- 오혜원 (2008~2009, 현 퇴사)
- 김서련 (2010~2012, 현 KBS 춘천 아나운서)
- 박서정 (2012~2013, 전 KBS 춘천 아나운서)
- 양수진 (2012~2015, 현 YTN 라디오 아나운서)
- 강아랑 (2013~2014, 현 KBS 기상 캐스터)
- 허보혜 (1985~2008, 현 퇴사)
- 윤상아 (2013~2015, 현 퇴사)
- 김소은 (2015~2016.12.7, 현 퇴사)
- 정은지 (2015~2017 현 퇴사)
- 이은주 (2016~2018, 현 제주MBC 아나운서)
- 윤소희 (2016.9.~2019.3.29, 현 퇴사)
- 오은지 (2018~2019 현 퇴사)
- 강유미 (2019~2022 현 퇴사)
- 박민정 (2019~2022 현 퇴사)
- 김단우 (2022~2023 현 딜라이브 아나운서)
- 이선미 (2022~2024 현 퇴사)
- 황지연 (2023~2024 현 YTN 아나운서)
- 이은영 (2024년 ~ 2025년 현 GS 쇼호스트)

## 기상캐스터
- 김민소

## 현직 기자
- 강규엽 취재부장
- 정면구
- 정창환
- 김보람
- 조연주
- 정상빈
- 노지영
- 탁지은

## 현직 촬영기자
- 김중용 촬영부장
- 최진호
- 구민혁
- 박영웅